# Heteromysis coralina
Heteromysis coralina är en kräftdjursart som beskrevs av Modlin 1987. Heteromysis coralina ingår i släktet Heteromysis och familjen Mysidae. Inga underarter finns listade i Catalogue of Life.